# Jean Bayard
Honoré Jean Bayard (23 de outubro de 1897 – 11 de março de 1995) foi um jogador de rugby union francês, medalhista olímpico.

## Carreira
Durante sua carreira esportiva, representou o clube Stade Toulousain, com o qual conquistou o título de campeão francês em 1923 e 1924 e disputou a final em 1921. Ele integrou a equipe da Seleção da França que conquistou a medalha de prata nos Jogos Olímpicos de Verão de 1924 em Paris. Ele jogou as duas partidas da competição, nas quais os franceses derrotaram a Romênia por 61–3 no Stade de Colombes em 4 de maio, e duas semanas depois perderam para os EUA por 3–17.
Após encerrar a carreira esportiva, tornou-se funcionário do município de Toulouse.